# Melanchra ochrorensis
Melanchra ochrorensis là một loài bướm đêm trong họ Noctuidae.